# Паніоній
Паніоній (грец. Πανιώνιον — загальноіноійський) — іонійське святилище, присвячене Посейдону, яке також слугувало місцем зібрань Іонійського союзу. Капище було розташоване поблизу гори Мікале, на відстані 62 км від сучасного міста Ізмір у Туреччині. Святилище знаходилось під опікою міста Прієна — одного з дванадцяти іонійських полісів.
Свята на честь Посейдона в Іонії, нині Малій Азії, називалися Паніонії.